# Salvia phlomoides
Salvia phlomoides là một loài thực vật có hoa trong họ Hoa môi. Loài này được Asso miêu tả khoa học đầu tiên năm 1784.